# Douglas Golder
Pour les articles homonymes, voir Golder.
Douglas Golder (né le 1er février 1948) est un joueur de hockey sur gazon australien. Il participe aux Jeux olympiques d'été de 1976 et remporte la médaille d'argent de la compétition.

## Palmarès

### Jeux olympiques
- Jeux olympiques de 1976 à Montréal,  Canada
  -  Médaille d'argent.